# Menophra sagarraria
Menophra sagarraria är en fjärilsart som beskrevs av Turati 1924. Menophra sagarraria ingår i släktet Menophra och familjen mätare. Inga underarter finns listade i Catalogue of Life.